# Amphioplus dispar
Amphioplus dispar är en ormstjärneart som först beskrevs av Jean Baptiste François René Koehler 1897.  Amphioplus dispar ingår i släktet Amphioplus och familjen trådormstjärnor. Inga underarter finns listade i Catalogue of Life.